# NV2
NV2 был вторым GPU NVIDIA, проектируемым для PC. Не завершен.

## Обзор
Проект был также частью ранних разработок Sega для преемника Sega Saturn — Dreamcast, но фактически не использовался, потому что Dreamcast был разработан позже без технологий Nvidia. У NV2 должна была быть подобная NV1 архитектура. NVIDIA сближалась с Sega после производства NV1, так как у видеокарт NV1 было 2 порта, совместимых с геймпадами Sega Saturn, созданные, чтобы игры могли быть легко портированы на карты NV1 и иметь схожий геймплей.
Мнение Sega о квадратичном рендеринге стало ухудшаться из-за сложностей разработки игр для Saturn. Многие разработчики, близкие к компании, говорили о том, что будущее за полигональным рендерингом, но никак не за квадратичным.
Сильное желание Nvidia придерживаться их назревающей квадратной технологии было причиной больших разногласий между Sega и NVIDIA. Подразделение Sega, выпускавшее игры для PC, в это время развивалось, а перенос квадратичного рендеринга на Direct3D было очень сложной задачей. Портирование игр с консоли на PC было легким способом увеличить продажи, при том условии, что затраты на разработку межплатформенного порта могли быть сведены к минимуму. Шанс стать следующей консольной микросхемой Sega исчез, а PC-3D мир поддержал полигоны, а не квадраты.
NV2 не был завершён, хотя частично функциональный чип был произведен. Поскольку эти чипы не были нужны ни Sega, ни рынку персональных компьютеров, Nvidia решительно изменила направление разработок. Следующий созданный GPU RIVA 128 имел уже полигональный рендеринг и поддержку Direct3D.